# 楊貴妃 (2007年のテレビドラマ)
『楊貴妃』（ようきひ、簡体字中国語: 大唐芙蓉园）は、中国のテレビドラマ。全30話。同国にて2007年8月18日より放送。

## 概要
傾国の美女と呼ばれる楊貴妃の生涯を描いた中国歴史ドラマ。

## あらすじ
開元22年（西暦734年）。唐の玄宗皇帝・李隆基は、東の都・洛陽に行幸した。洛陽の副官の楊玄璬の屋敷には、姪で養女の楊玉環と居候の楊釗（後の楊国忠）が暮らしていた。玉環はその美貌と隋朝の楊汪の子孫であることから、玄宗と武恵妃の子である李瑁の妃となる。

## スタッフ
- 出品者：エン・イウン、ダン・センネン
- 総監督：リュウ・ビン
- 監督：シュウ・ショウブン
- 原作：ナン・コウボ
- 脚本：コウ・キトウ
- 撮影：メイガン
- 美術：フォン・ジヘイ

## 主題歌
- オープニング：《夢回芙蓉》
作曲：徐磊、作詞：渢渢
歌：金学峰
- エンディング：《花之魅》
作曲：徐磊、作詞：孫湧智
歌：ファン・ビンビン

## 登場人物・出演者
| 登場人物                      | 出演者               |
| ----------------------------- | -------------------- |
| 楊玉環（楊貴妃）              | ファン・ビンビン     |
| 玄宗皇帝                      | ウィンストン・チャオ |
| 李白                          | チャン・ティエリン   |
| 玉真公主                      | 謝金天               |
| 武恵妃                        | 劉蕾                 |
| 咸宜公主                      | 万美汐               |
| 寿王・李瑁                    | 紀寧                 |
| 皇太子・李瑛                  | 徐東升               |
| 忠王・李璵                    | 張静東               |
| 高力士                        | 馬侖                 |
| 李林甫                        | 張志紅               |
| 彭勃（ボン・ボー）            | 李修蒙               |
| 楊釗（ヨウ・ショウ）          | 張彤                 |
| 楊怡（ヨウ・イ） 花花（カカ） | 岳躍                 |
| 謝阿蛮（シェ・アマン）        | 魏微                 |
| 安禄山                        | ザン・ジンシェン     |

## DVD
- 日本版 『楊貴妃』DVD-BOX計2組

発売元・販売元：ポニーキャニオン
画面サイズ：4：3